# Cystatin C
Cystatin C (abgekürzt: CysC) ist ein körpereigenes Protein, das in der Nierendiagnostik zur Bestimmung der glomerulären Filtrationsrate (GFR) verwendet wird.
Die Serum-Normalwerte beim Menschen liegen für beide Geschlechter zwischen 0,53 und 0,95 mg/l. Erhöhte Werte finden sich bei eingeschränkter glomerulärer Filtrationsrate (GFR), also bei der Niereninsuffizienz.
Cystatin C ist Mitglied der Cystatin-Familie der Cysteinproteasen-Inhibitoren. Cystatin C wird von den meisten kernhaltigen Zellen in relativ konstanter Rate produziert; die Produktion scheint auch bei entzündlichen Prozessen und anderen pathologischen Zuständen gleich zu bleiben. Seltene Mutationen im CST3-Gen können erbliche Amyloidose und Makuladegeneration verursachen.
Cystatin C wird in der Niere filtriert, wahrscheinlich auch tubulär sezerniert, zu 99 % im proximalen Tubulus reabsorbiert und dann abgebaut. Nur geringste Mengen von nicht verstoffwechseltem Cystatin C werden im Urin ausgeschieden.

## Klinische Anwendung
Ungeklärt ist, inwieweit Faktoren außer der GFR die Cystatin-C-Plasmakonzentration beeinflussen. Bei Menschen mit chronischer Nierenerkrankung, Senioren, Kindern und Patienten mit neuromuskulären Erkrankungen weicht der Plasmaspiegel eher von der GFR ab. Ebenso steht noch keine mathematische Cystatin-C-basierte Formel zur Verfügung, die die GFR genauer abschätzt als die bestehenden Kreatinin-basierten GFR-Schätzformeln. Kombinationen aus der Messung und Verrechnung von Cystatin C und Kreatinin haben bei Nierenkranken eine höhere Sensitivität erzielt als die bestehenden Methoden.

## Physiologie
Cystatin C ist ein kleines, nicht glykosyliertes Protein (13 kDa, 122 Aminosäuren) aus der Familie der Cystein-Proteinase-Inhibitoren. Cystatin C wird in einer konstanten Rate von allen kernhaltigen Körperzellen produziert. Aufgrund seiner geringen Größe und wegen eines basischen isoelektrischen Punktes (pI≈9,0) wird Cystatin C im Glomerulum frei filtriert. Im Tubulus wird Cystatin C nicht sezerniert. Es wird zu über 99 % durch die Tubulusepithelzellen rückresorbiert, gelangt aber nicht in den Blutkreislauf zurück, da es von den Tubuluszellen abgebaut wird. Cystatin C wird in den proximalen Tubuluszellen weitgehend katabolisiert.
Die Konzentration von Cystatin C im Urin ist deshalb sehr gering, eine Berechnung der Cystatin-C-Clearance über Sammelurin ist nicht möglich, aber auch nicht erforderlich.
Da Cystatin C konstant gebildet, in der Niere frei filtriert, nicht tubulär sezerniert wird und nach Filtration nicht in die Blutzirkulation zurückkehrt, ist es ein besserer Filtrationsmarker als Kreatinin oder Harnstoff, insbesondere bei leichter Nierenfunktionseinschränkung, vermehrter Muskelmasse oder akutem Nierenversagen.
Es gibt zahlreiche GFR-Schätzformeln, in denen nach Cystatin C gefragt wird; die einfachste lautet GFR = 80/Cys.